# Mariä Heimsuchung (Lechbruck am See)

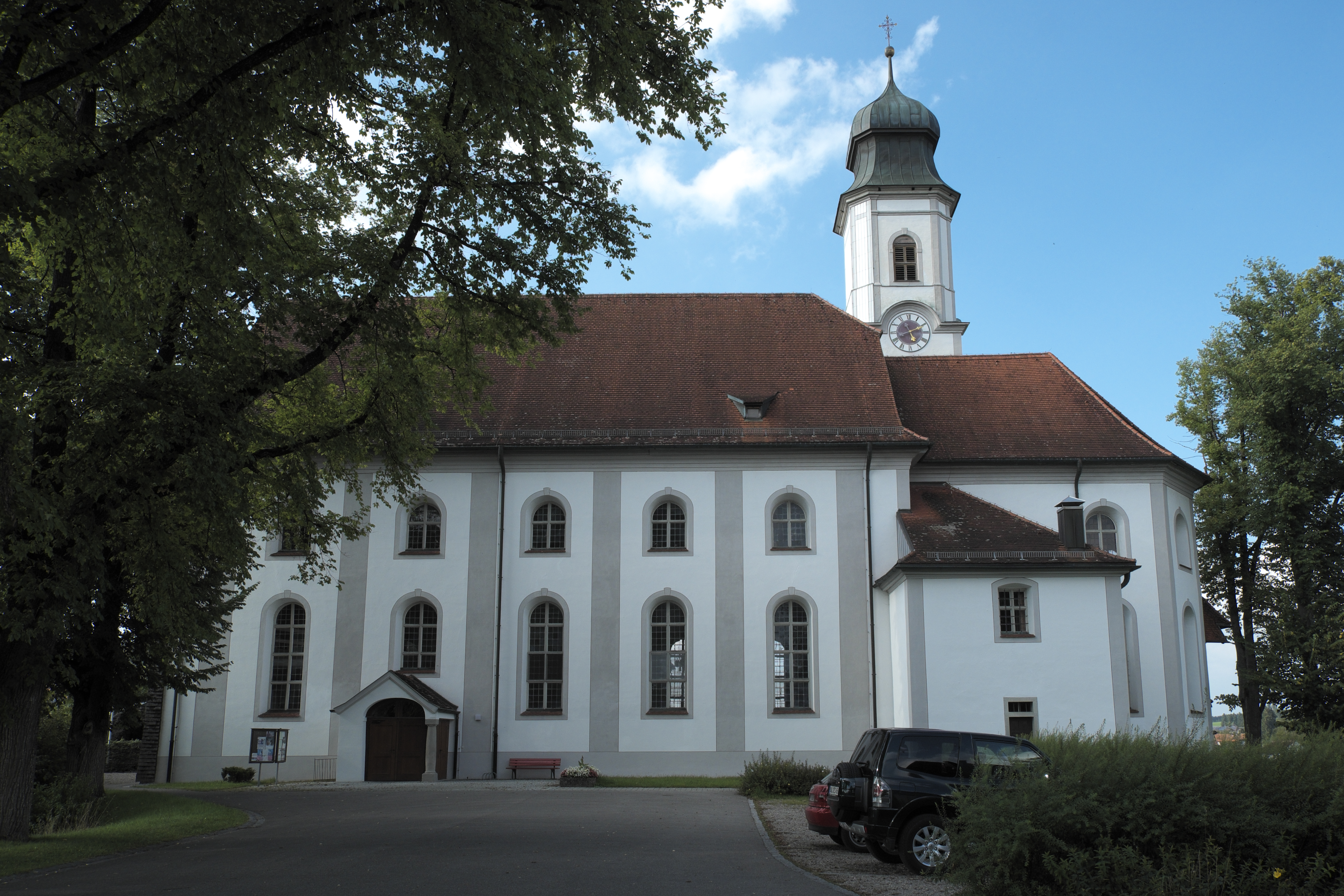
Pfarrkirche Mariä Heimsuchung

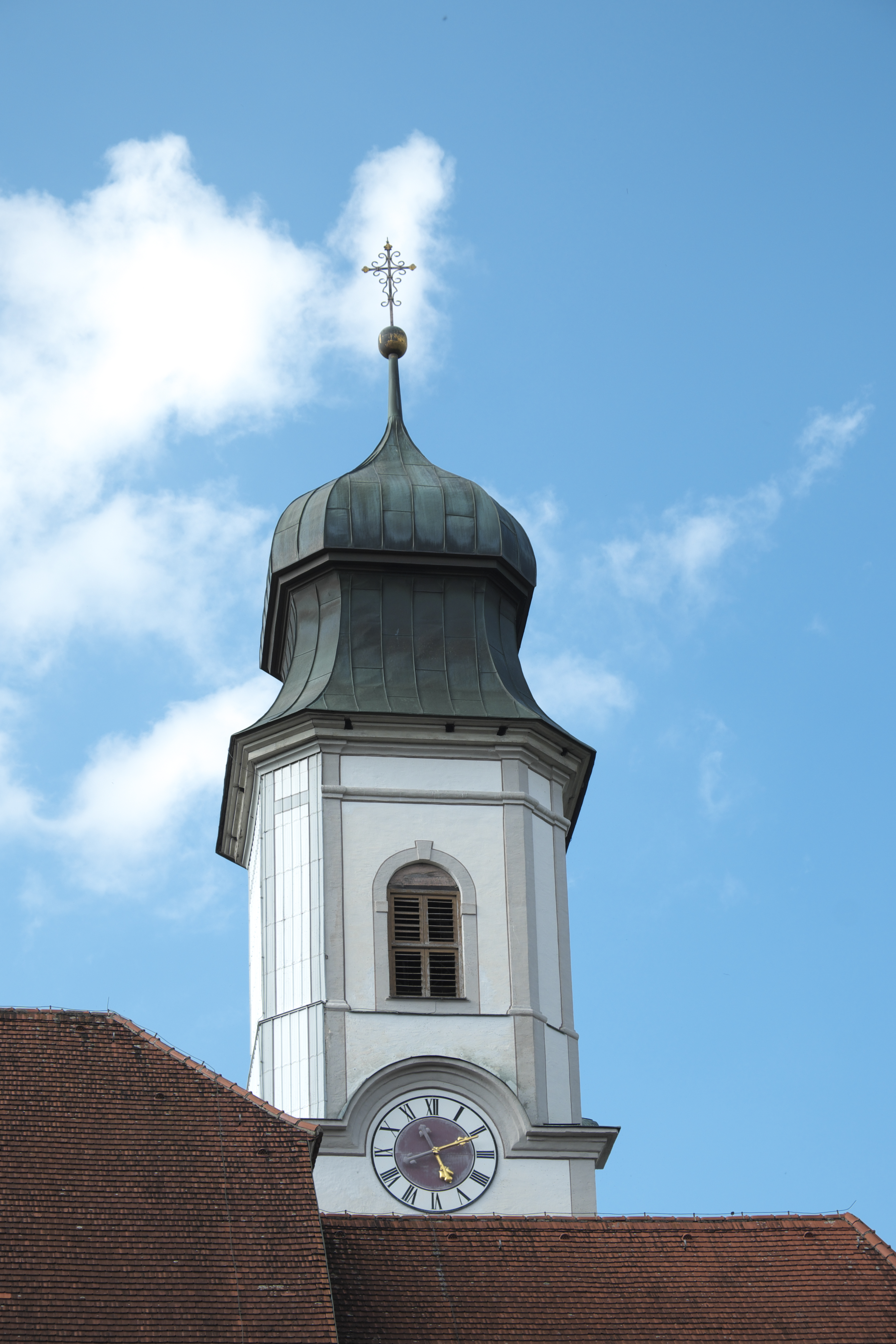
Turm

Die römisch-katholische Pfarrkirche Mariä Heimsuchung in Lechbruck am See, einer Gemeinde im Landkreis Ostallgäu im bayerischen Regierungsbezirk Schwaben, wurde Ende des 18. Jahrhunderts im Stil des Klassizismus errichtet. Die erhöht auf einem Hügel gelegene Kirche ist von weitem sichtbar. Der Innenraum überrascht durch seine einheitliche frühklassizistische Ausstattung.

## Geschichte
Eine erste Kirche wurde in Lechbruck vermutlich im Jahr 1616 errichtet. Sie stand im südlichen Teil des Friedhofs und wurde zunächst von Pfarrern aus Bernbeuren betreut. Zur selbständigen Pfarrei wurde Lechbruck 1779 erhoben. In der Kirche wurde das Gnadenbild Unsere Liebe Frau am Lech aufbewahrt, das Ziel einer Wallfahrt war. 1785 wurde diese Kirche durch einen Blitzschlag schwer beschädigt und musste abgebrochen werden. Bereits ein Jahr später begann man etwas weiter nördlich, auf dem Büchel, unter der Leitung des Pfrontener Baumeisters Johann Anton Geisenhof mit dem Neubau der Kirche. Im Jahr 1790 konnte Weihbischof Johann Nepomuk August Freiherr von Ungelter im Auftrag des Augsburger Fürstbischofs Clemens Wenzeslaus von Sachsen, dessen Wappen am Chorbogen angebracht ist, die neue Kirche weihen. Der Turm wurde erst zwei Jahre später von Matthias und Franz Ott fertiggestellt. Im Zuge der Aufklärung kam die Wallfahrt zu Unserer Lieben Frau am Lech zum Erliegen. In den Jahren 1985 bis 1990 wurde die Kirche renoviert und ihre ursprüngliche Ausstattung und Farbgestaltung weitgehend wiederhergestellt.

## Architektur

### Außenbau
Im nördlichen Chorwinkel steht der quadratische, 45 Meter hohe Glockenturm, dessen Ecken im Obergeschoss abgeschrägt sind. Er wird bekrönt von einer abgesetzten, geschwungenen Haube. Chor und Langhaus gliedern zwei Reihen übereinander angeordneter Fenster.

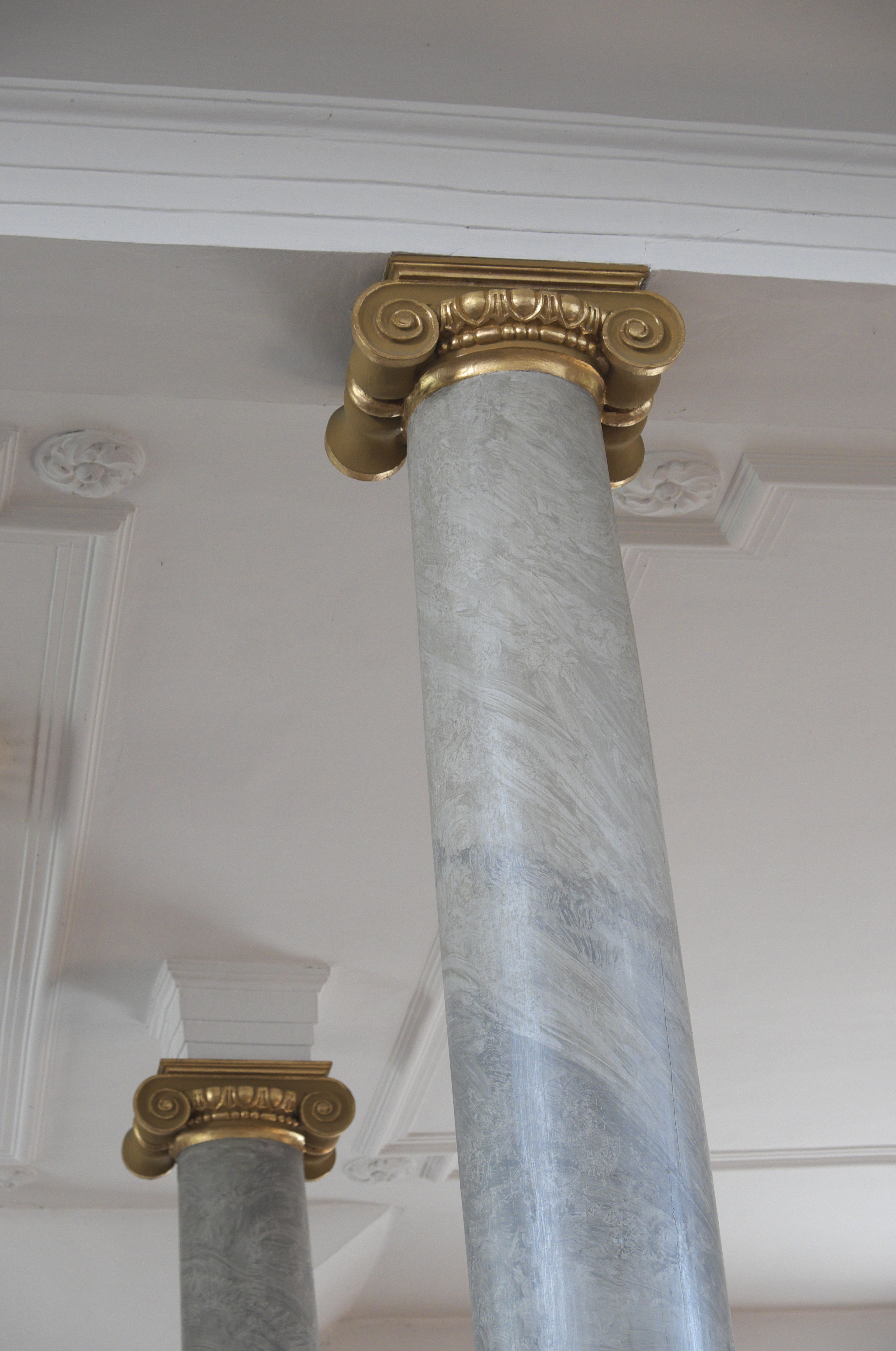
Säulen unter der Empore

### Innenraum

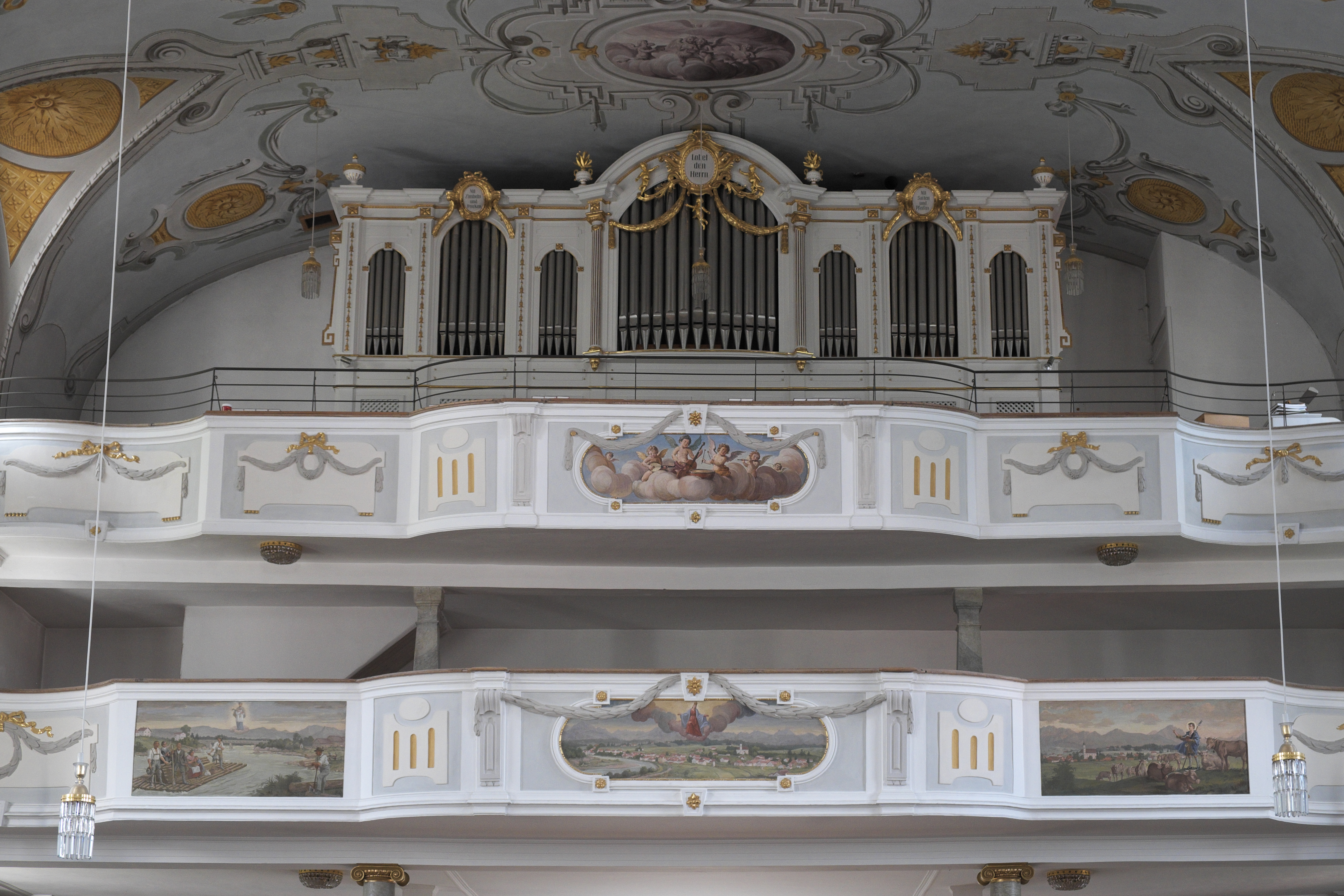
Doppelempore

Im Innern wird das einschiffige Langhaus durch korinthische Doppelpilaster und dazwischen in flachen Nischen liegende hohe Rundbogenfenster in fünf Achsen gegliedert. In der Attikazone öffnet sich eine weitere Reihe kleiner rundbogiger Fenster. Die Ostecken des Langhauses sind abgeschrägt.
Ein weiter Korbbogen öffnet sich zum eingezogenen, dreiseitig geschlossenen Chor, auf dessen beiden Seiten Oratorien mit geschweiften Brüstungen eingeschnitten sind. Chor und Langhaus werden von Stichkappentonnen gedeckt.

Im Westen des Langhauses ist eine Doppelempore eingebaut, die auf Säulen mit ionischen Kapitellen aufliegt. Auf der oberen Empore ist die Orgel untergebracht.

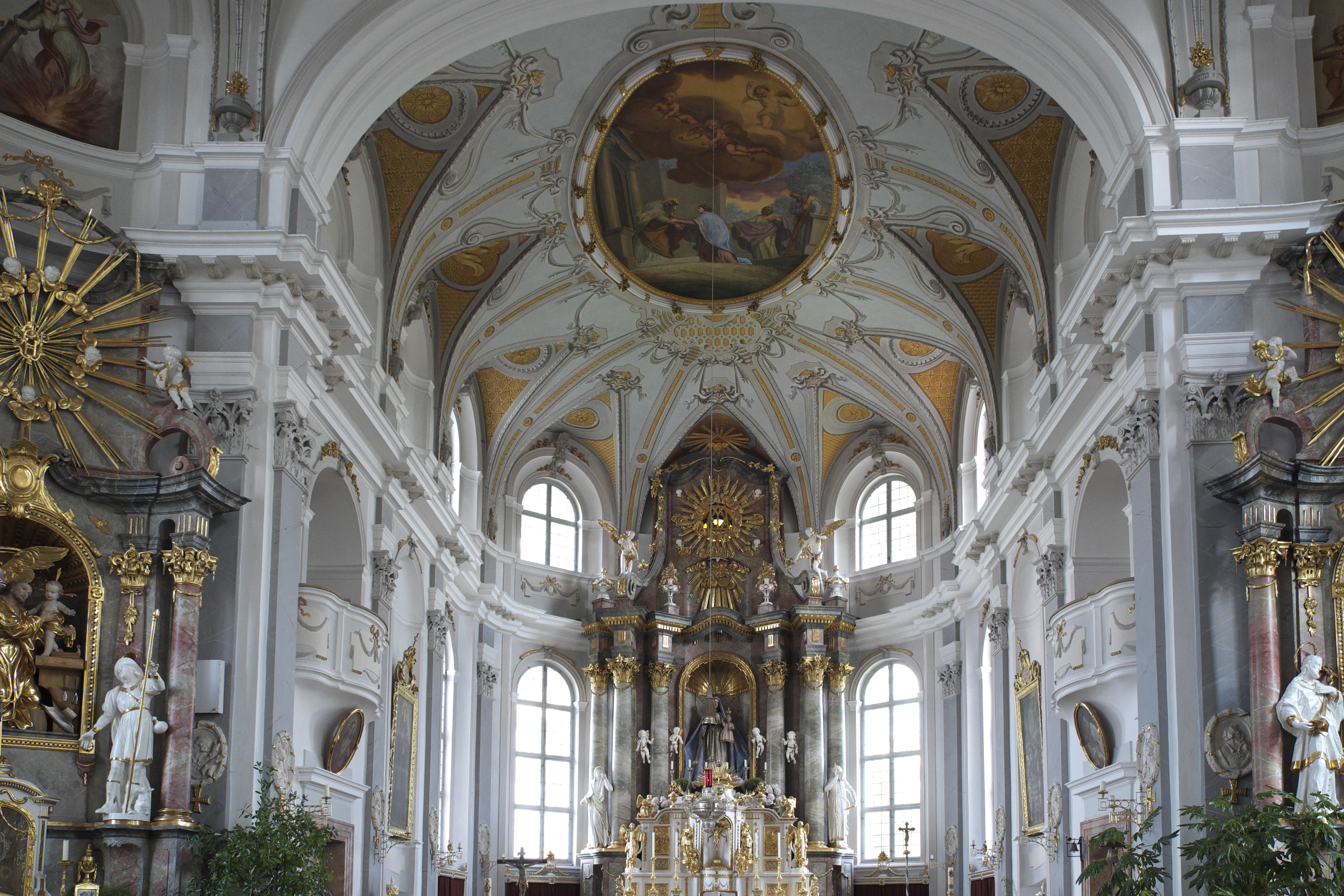
Blick zum Chor
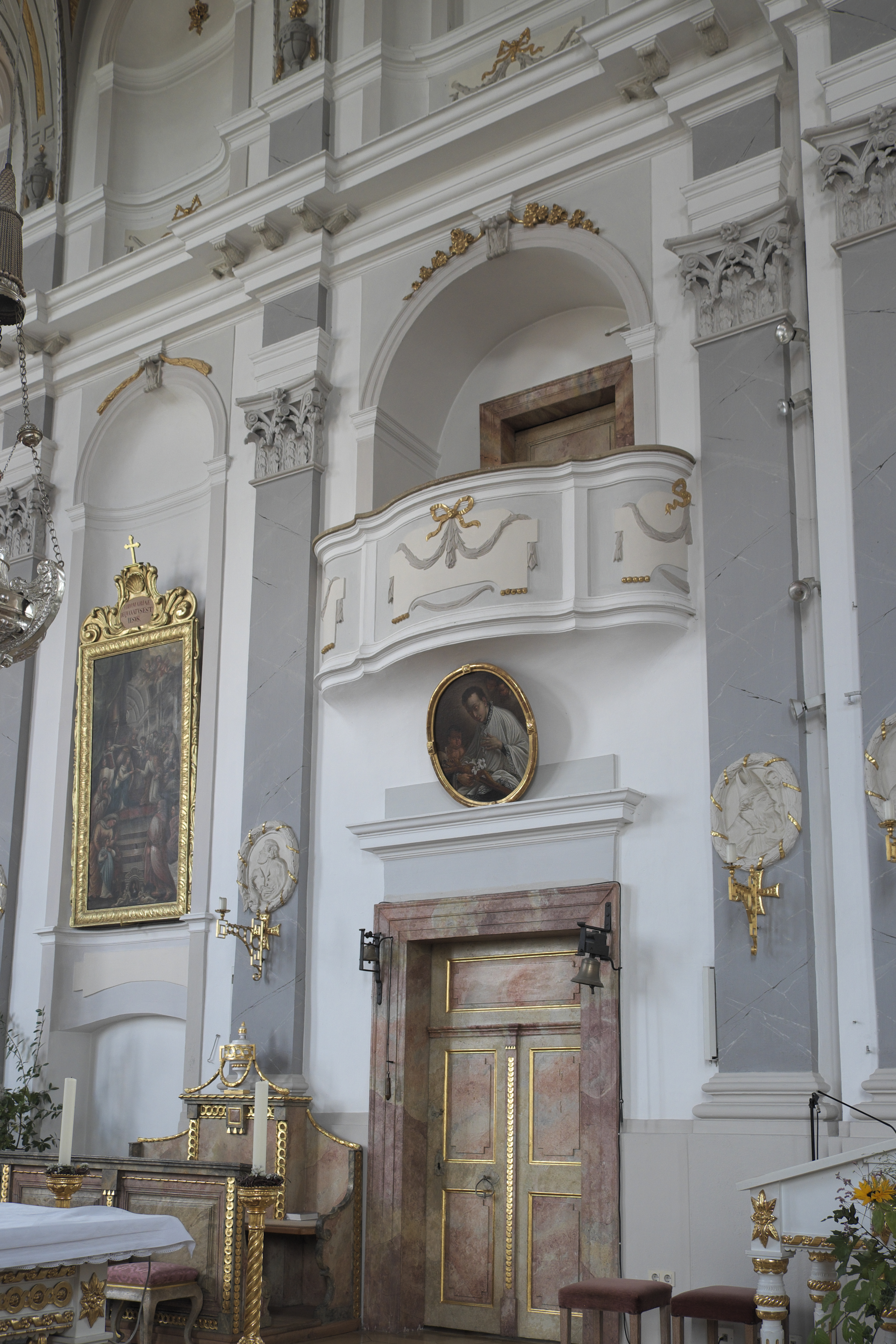
Chor mit Oratorium
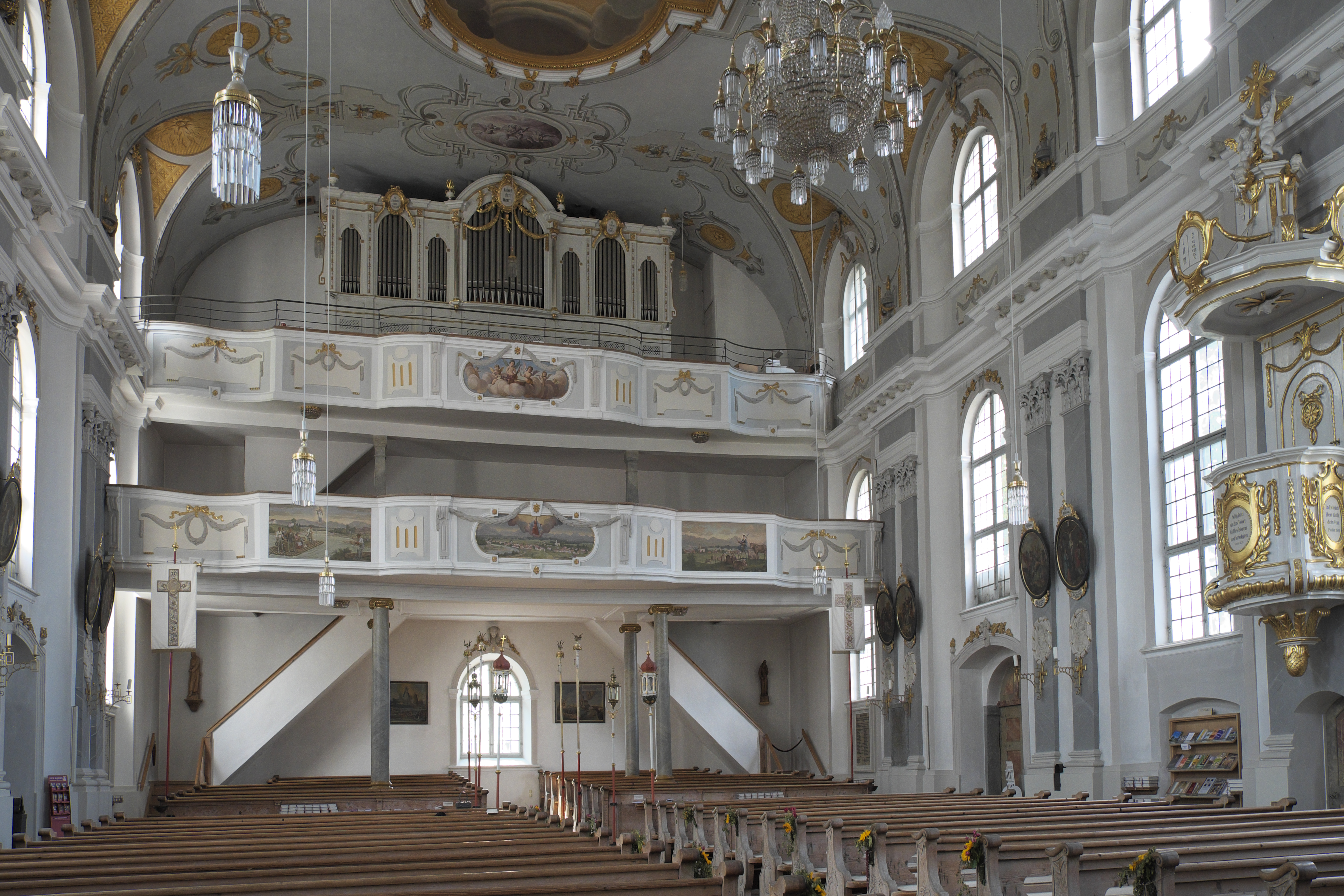
Blick nach Westen

## Stuck

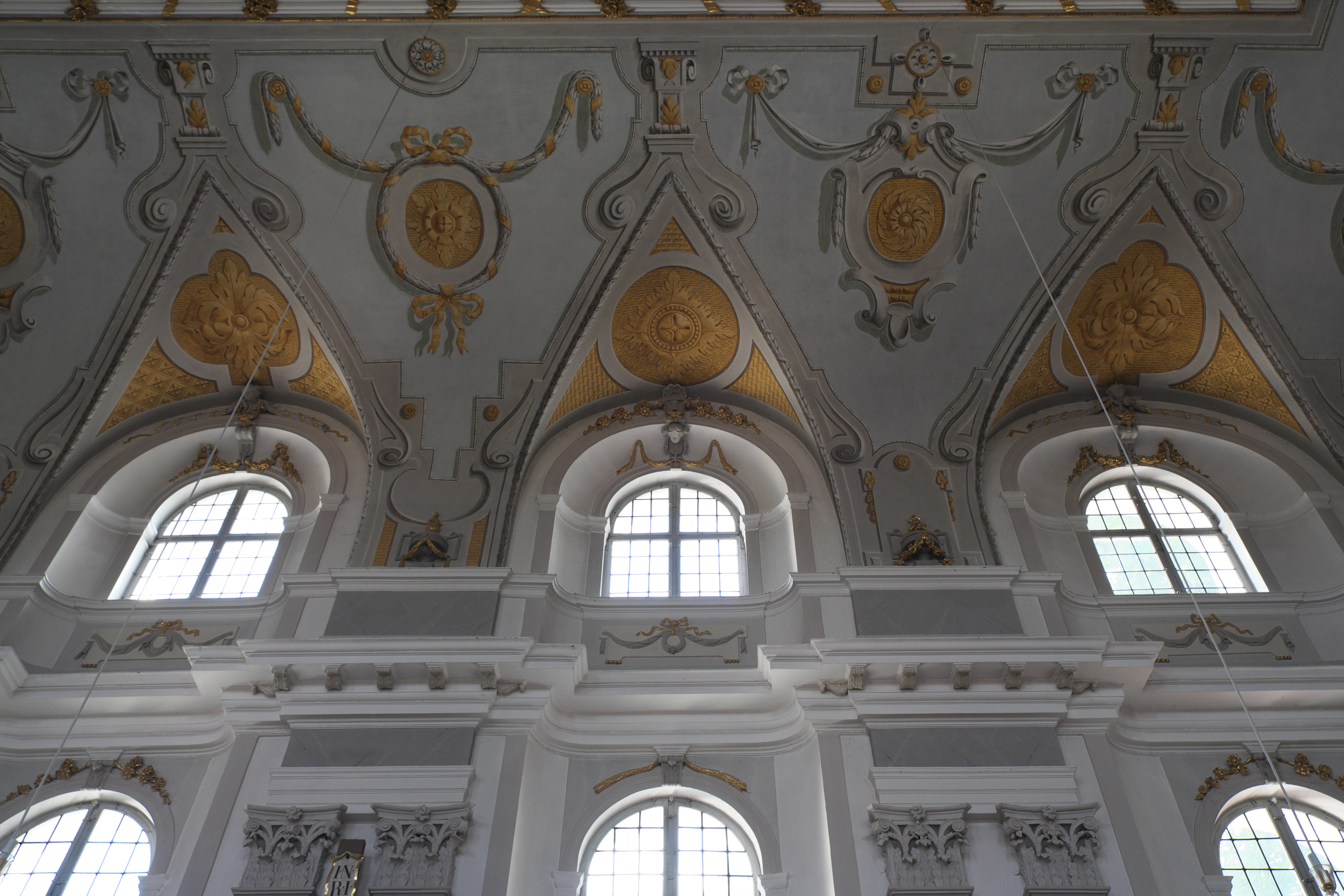
Stuck im Langhaus

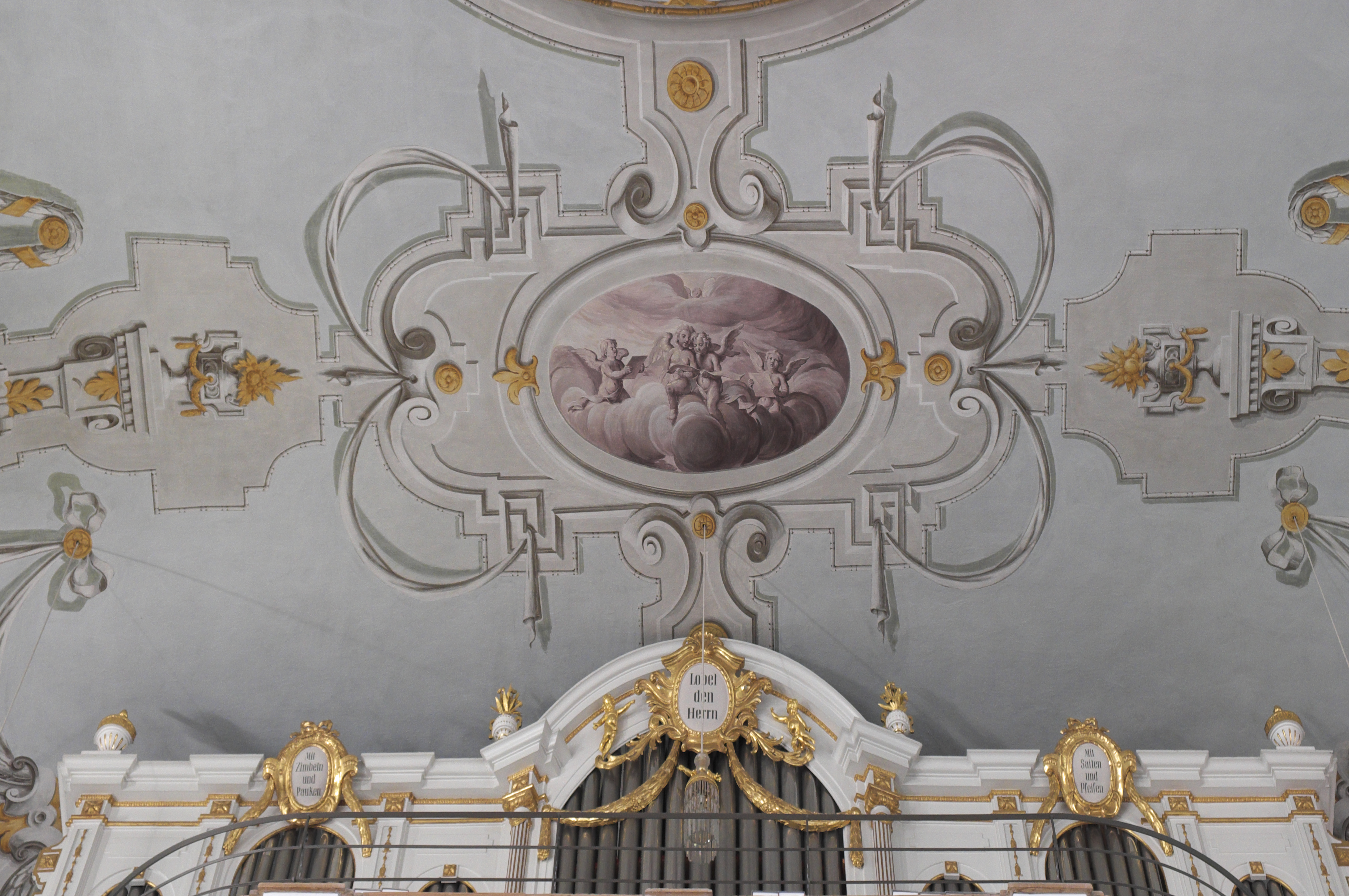
Stuck über der Empore

Der Stuck wurde vermutlich vom Baumeister der Kirche, Joseph Anton Geisenhof, ausgeführt. Die Pilaster sind mit Medaillons verziert, auf denen die Apostel, Kirchenväter und andere Heilige dargestellt sind. Auf den oberen Gesimsen sind Vasen zu sehen, die Agraffen über den Fensternischen sind mit Engelsköpfen skulptiert. Die Decke ist mit Blumengirlanden, Rahmenstuck und Kartuschen überzogen.

## Fresken
Die Fresken wurden 1788 von Johann Nepomuk Eberle geschaffen. Die Darstellung im Chor bezieht sich auf das Patrozinium der Kirche, den Besuch Marias bei Elisabeth, der Mutter von Johannes dem Täufer. Im Langhaus wird die Himmelfahrt Mariens dargestellt. Die Fresken in den Nischen über den Seitenaltären sind der heiligen Afra und dem heiligen Ulrich gewidmet, den Patronen des Bistums Augsburg, zu dem Lechbruck gehört.

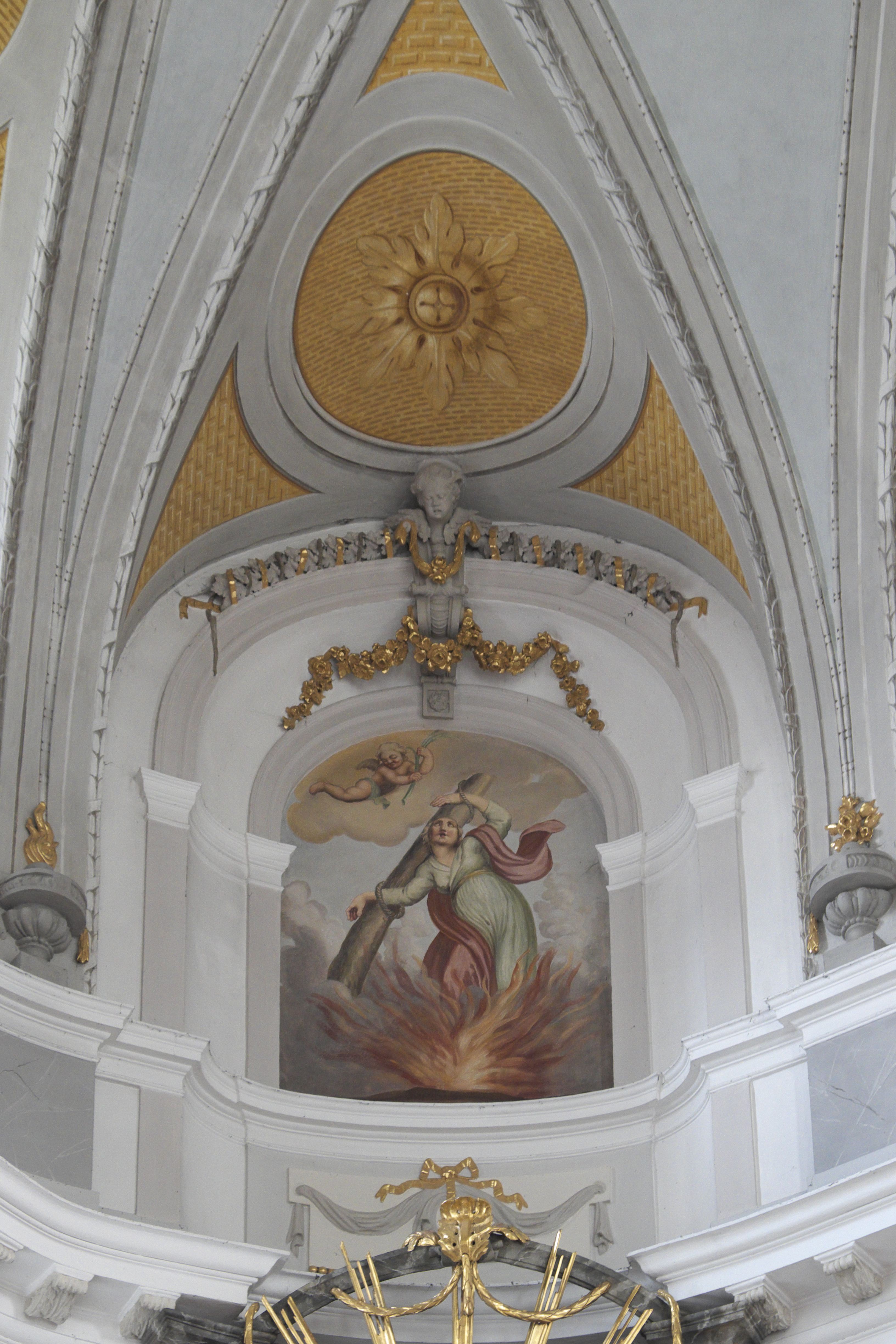
Heilige Afra
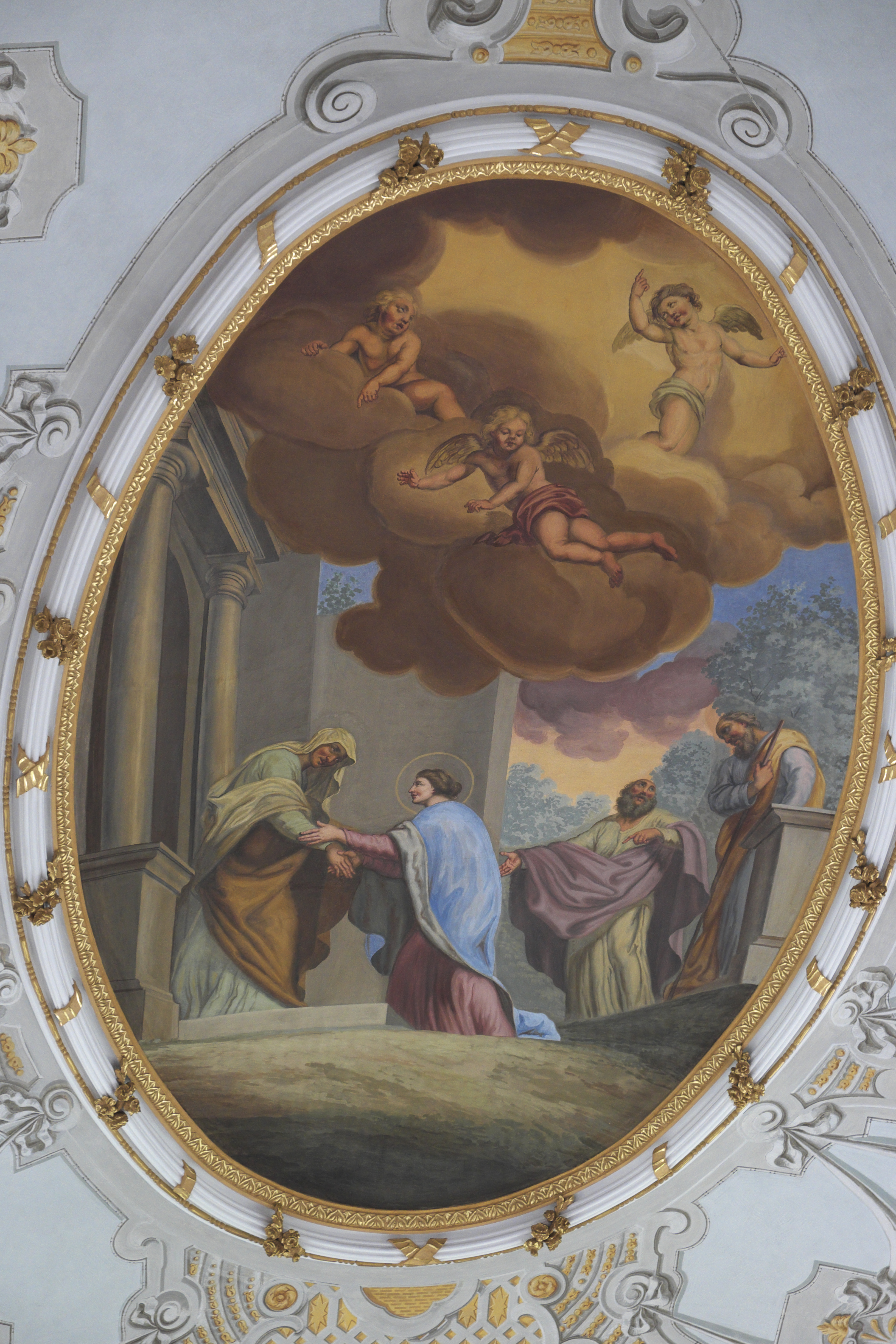
Mariä Heimsuchung
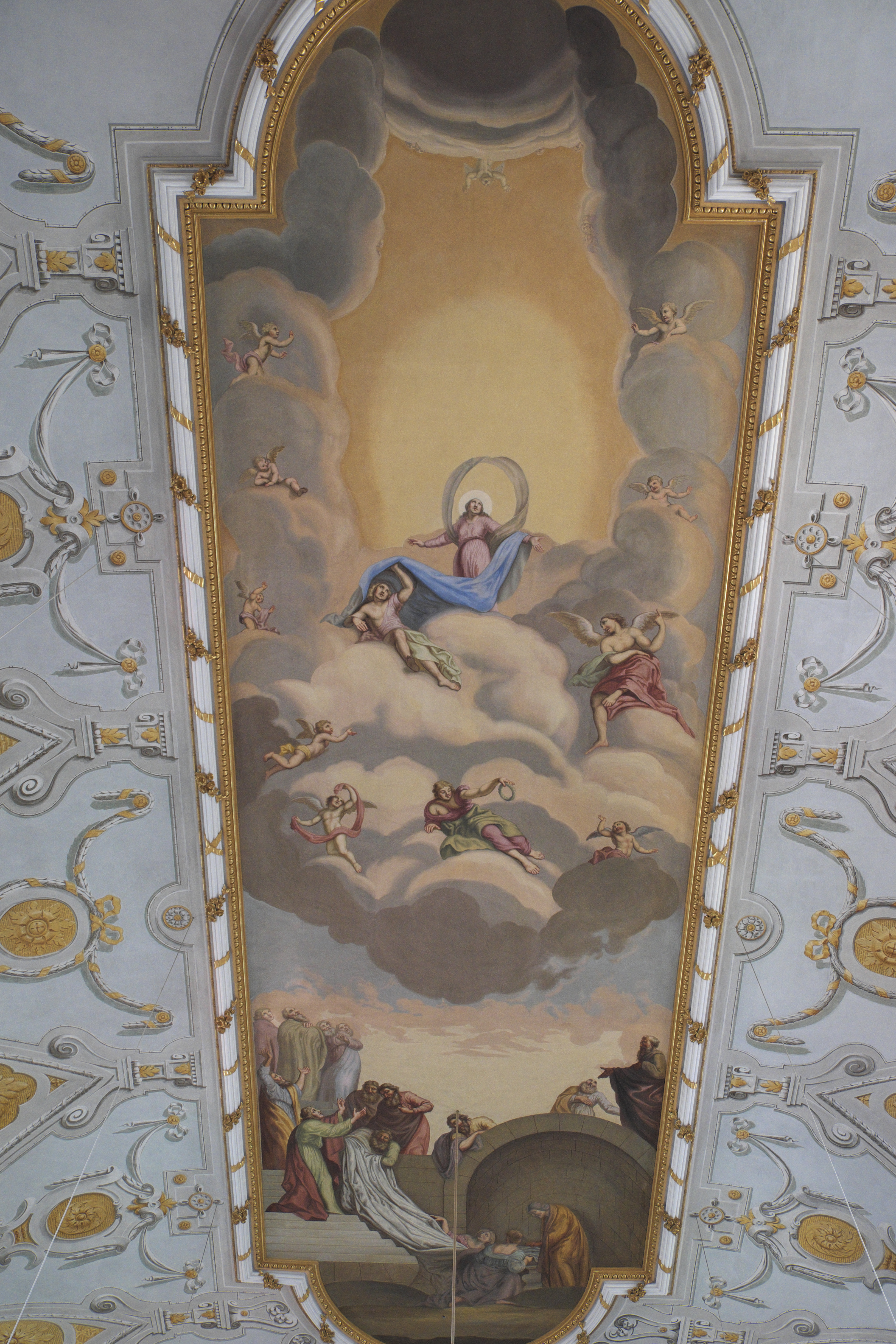
Mariä Himmelfahrt
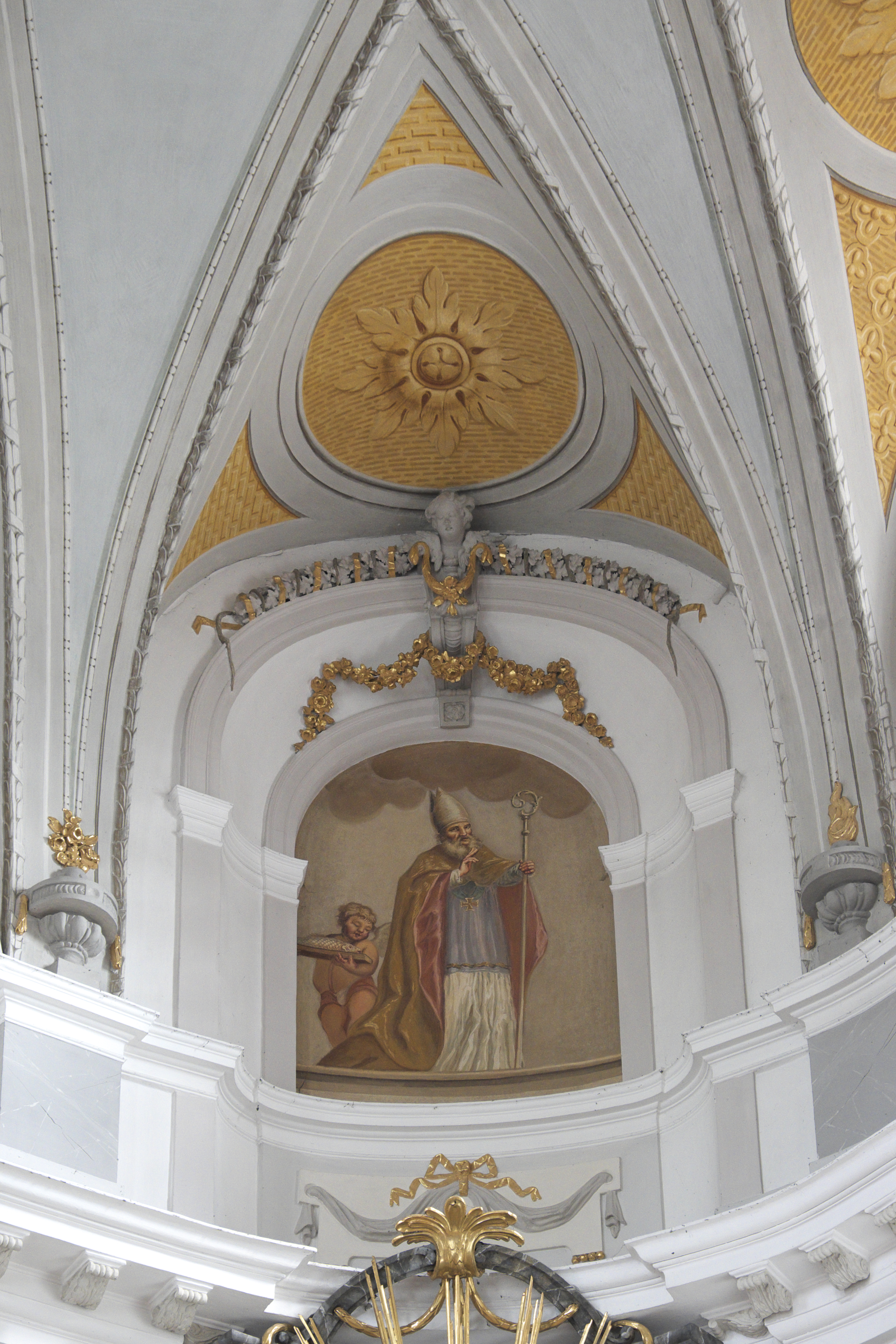
Heiliger Ulrich

## Ausstattung

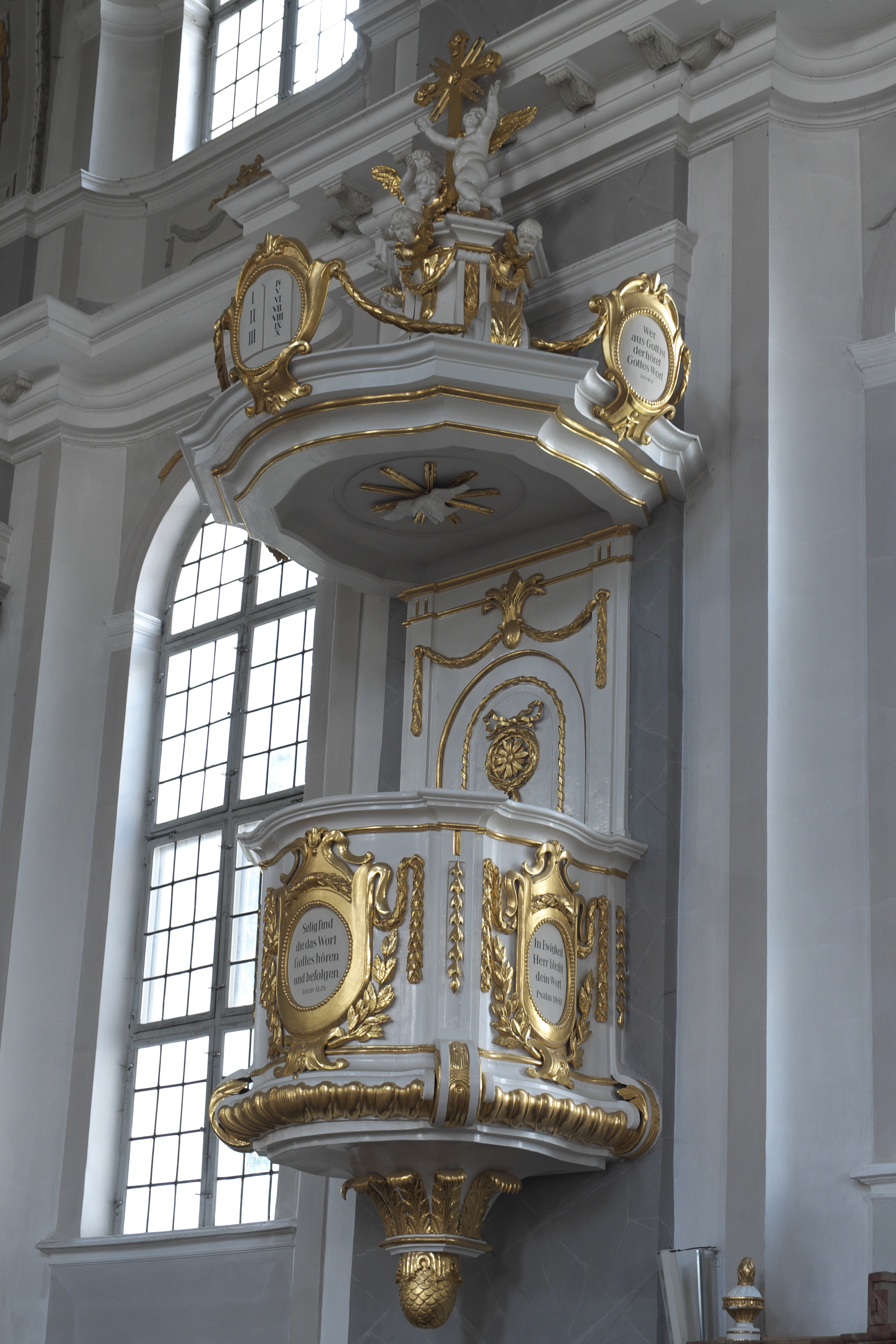
Kanzel

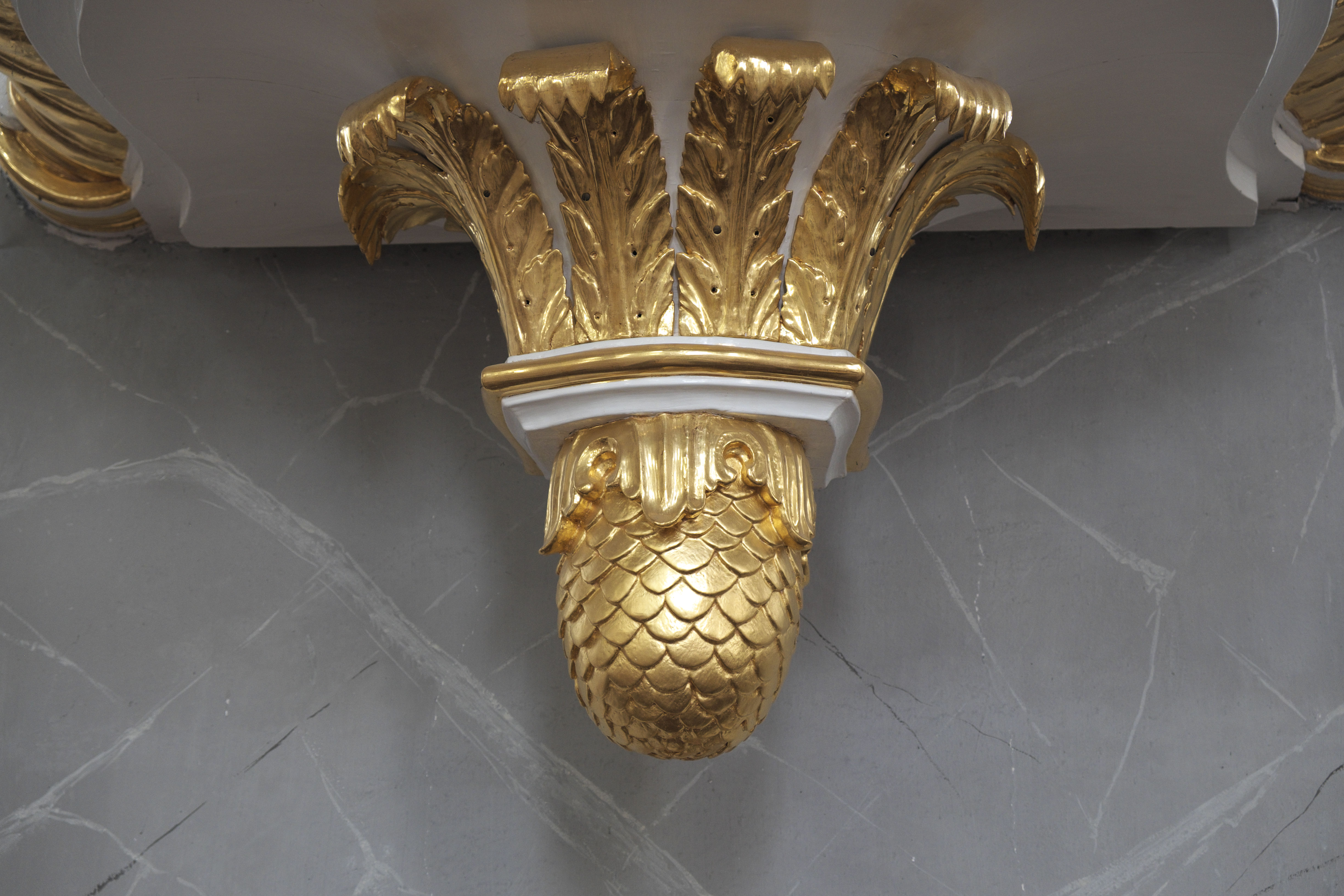
Dekor am Kanzelkorpus

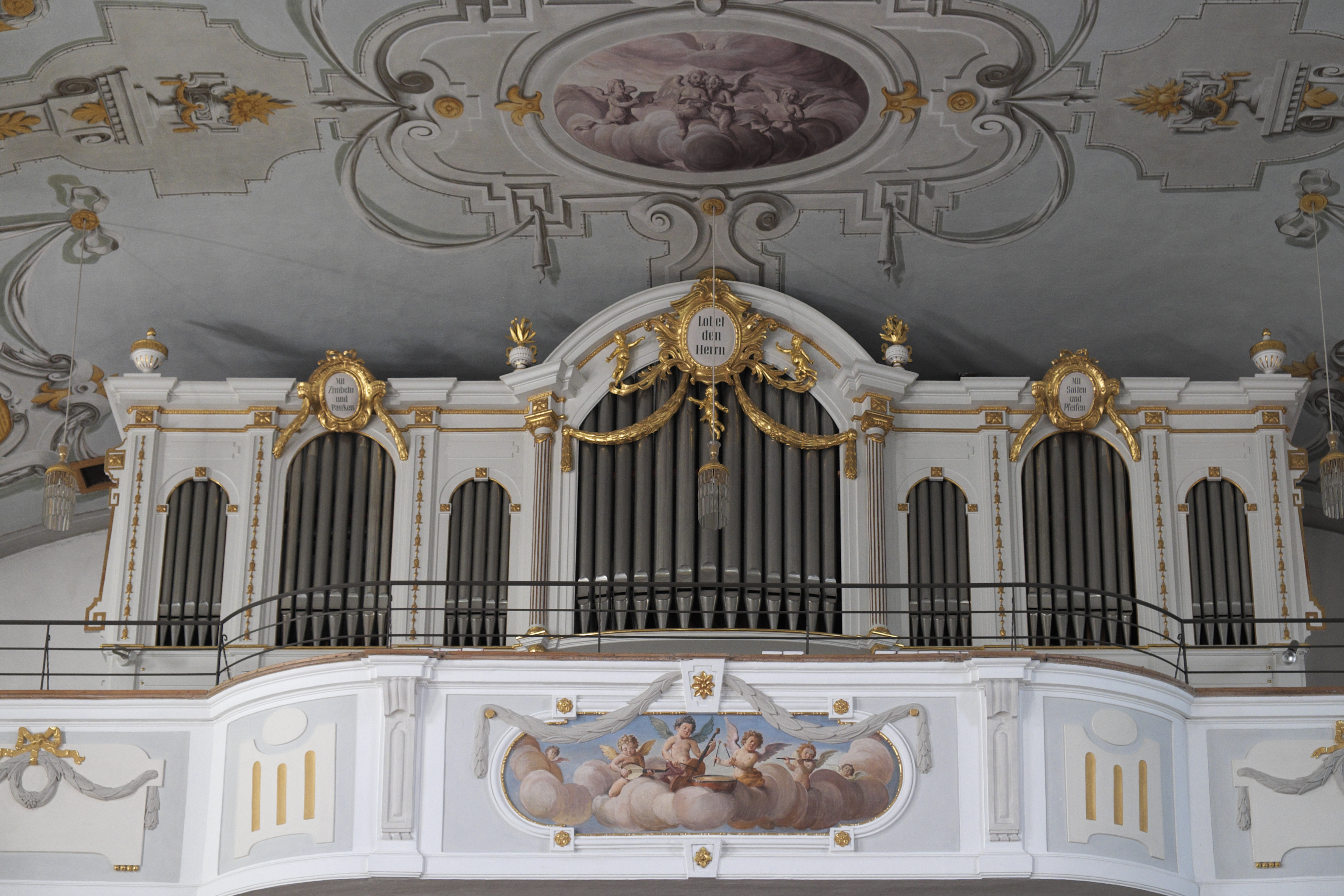
Orgelempore

- In der Mittelnische des Hochaltars ist das Gnadenbild Unsere Liebe Frau am Lech untergebracht, eine bekleidete Madonna mit Kind aus dem 17. Jahrhundert. Die seitlichen Figuren von Nikolaus Weiß (1760–1809) stellen die Eltern Marias dar, die heilige Anna und den heiligen Joachim.
- Von Nikolaus Weiß stammen auch die Figuren der beiden Seitenaltäre, am linken Altar in der Mitte der heilige Joseph mit dem Jesuskind und seitlich der heilige Florian und der heilige Wendelin, am rechten Altar Antonius von Padua und seitlich Johannes Nepomuk und der heilige Sebastian.
- Die klassizistische Kanzel wurde um 1780/90 angefertigt. In den Kartuschen am Kanzelkorb sind Bibelzitate zu lesen.
- Das Chorgestühl und die Beichtstühle stammen aus der Zeit um 1806.
- Die Kreuzwegbilder mit ihren Rokokorahmen wurden aus der Vorgängerkirche übernommen. Sie wurden 1750 von Franz Anton Wassermann ausgeführt.
- Das Kruzifix mit Schmerzensmutter aus der ersten Hälfte des 18. Jahrhunderts stammt aus der abgebrochenen Pfarrkirche von Steingaden.
- An der Westwand sind Votivbilder erhalten, auf denen das Gnadenbild Unsere Liebe Frau am Lech dargestellt ist. Auf dem Gemälde aus dem Jahr 1757 sind der Ort Lechbruck und die alte Kirche zu erkennen. Das Bild von 1928 mit der Ansicht der Basilika St. Michael in Altenstadt und der neuen Lechbrucker Kirche erinnert an die Pestwallfahrt der Altenstädter nach Lechbruck.

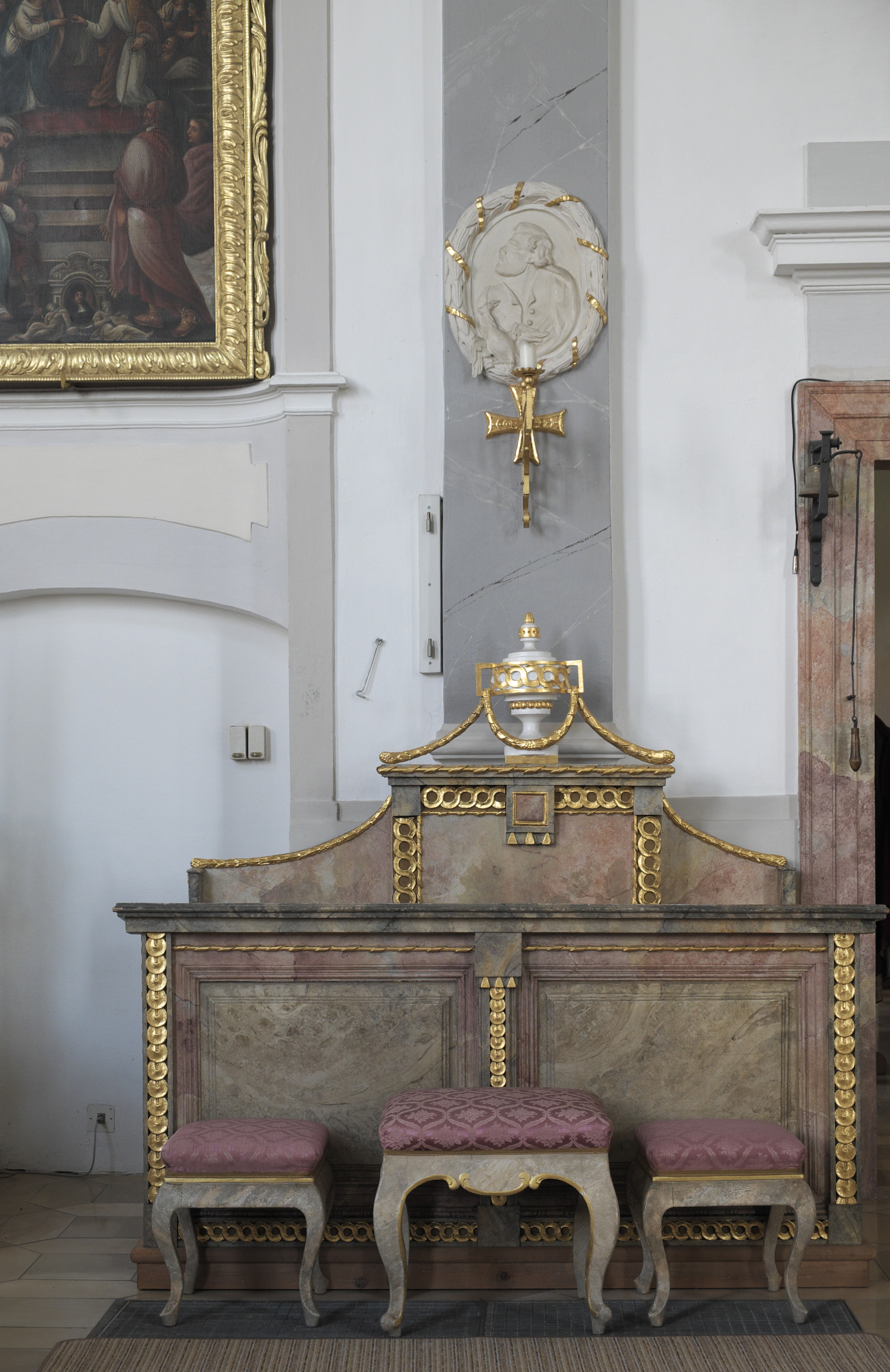
Sedilien
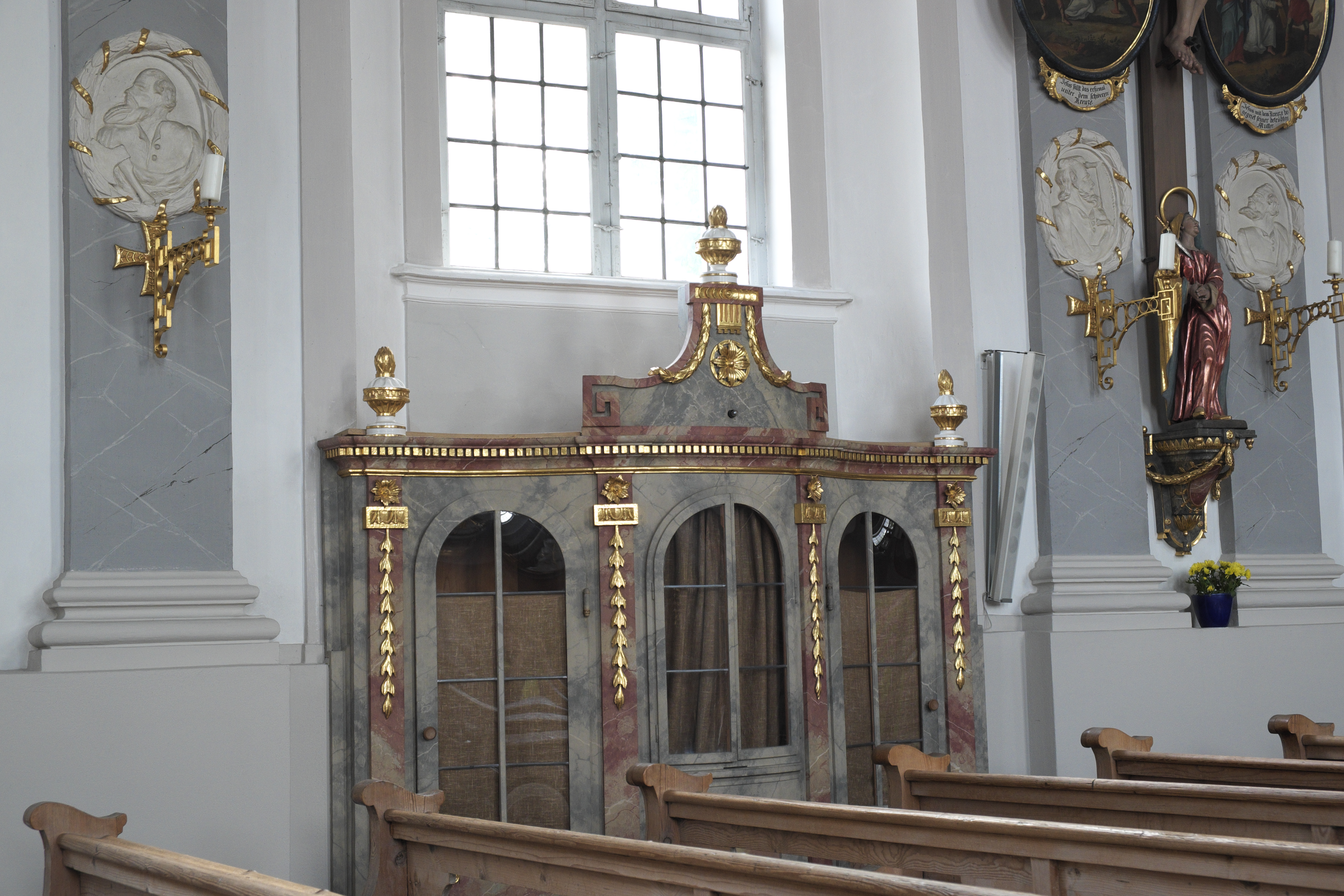
Beichtstuhl
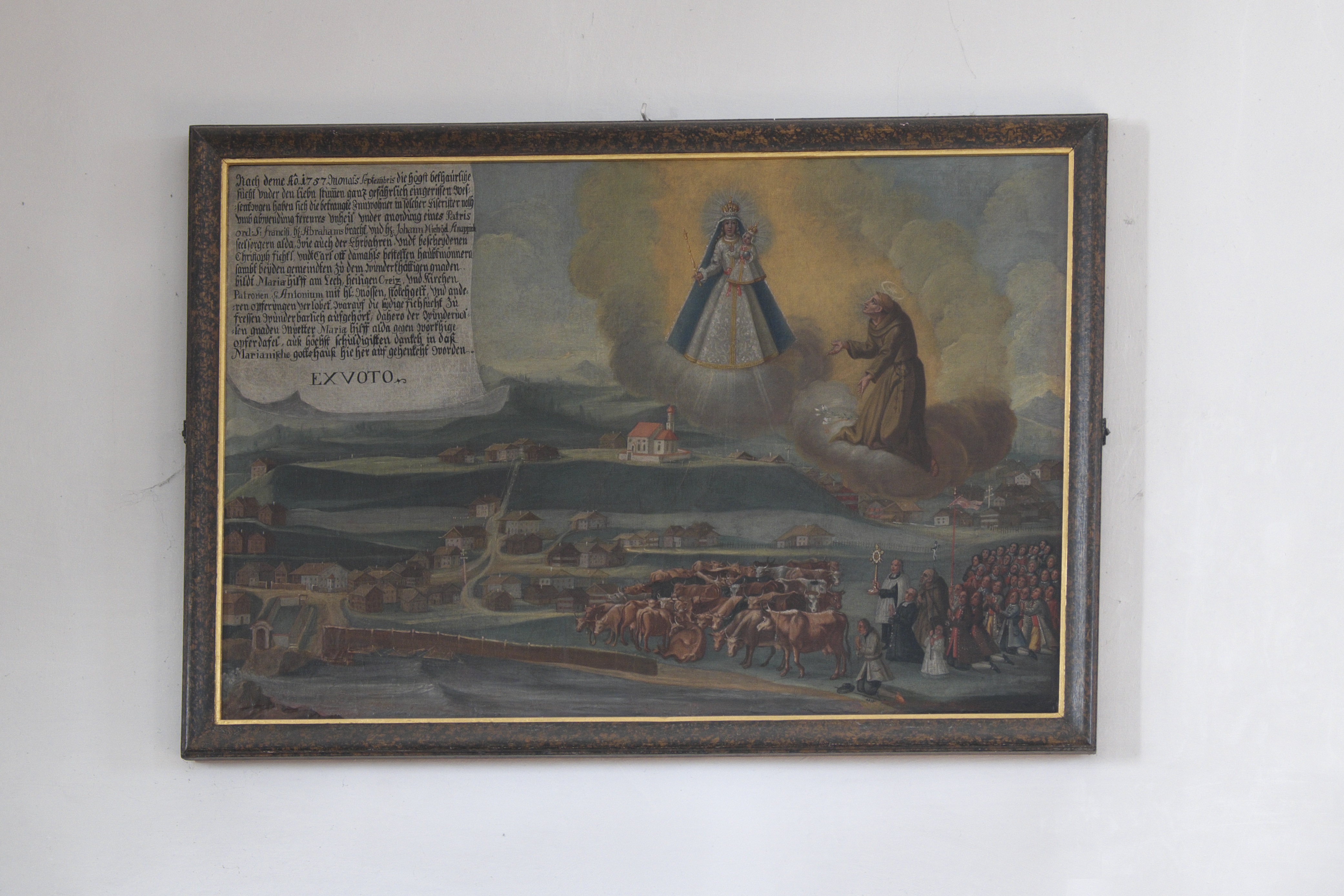
Votivbild von 1757
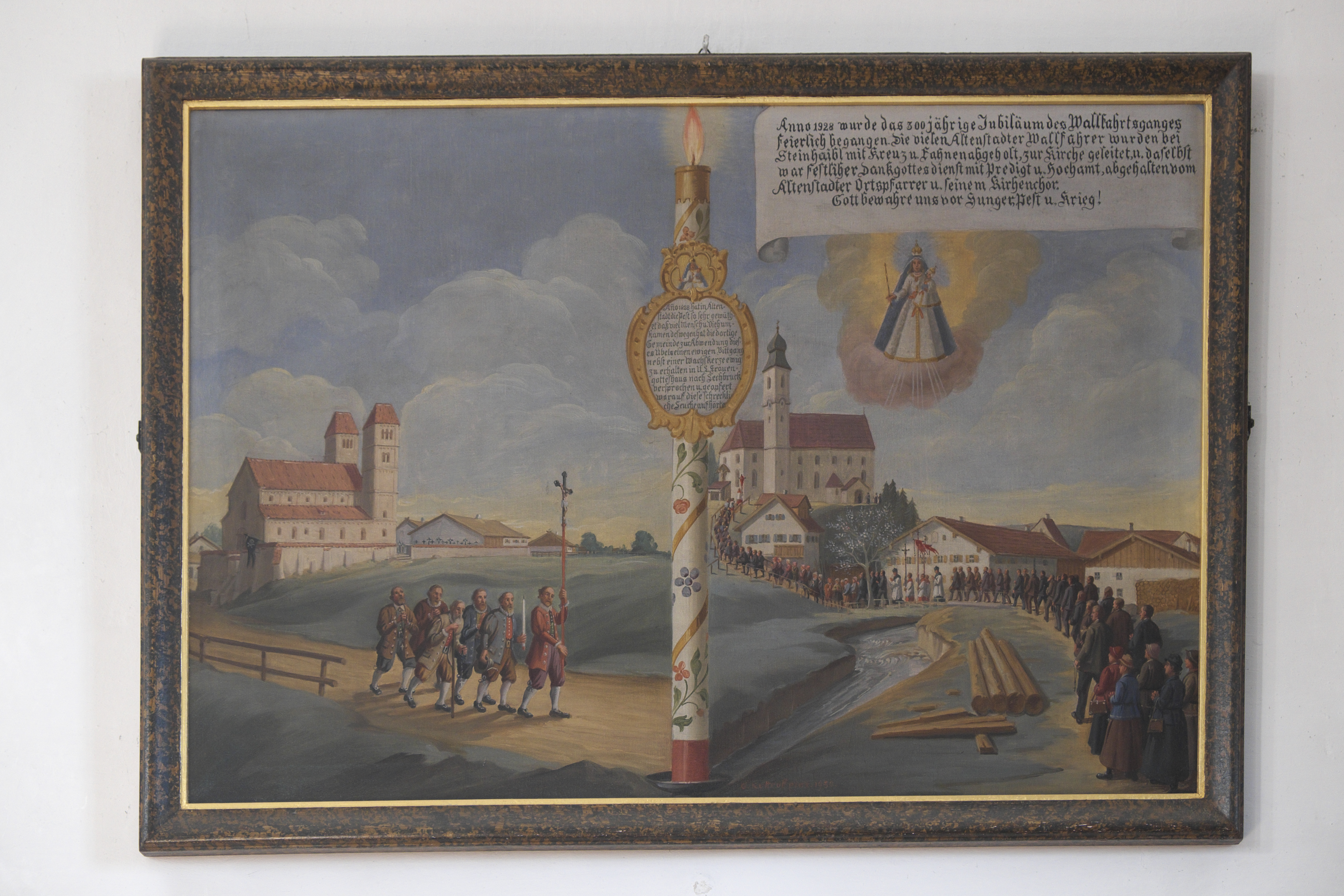
Votivbild von 1928

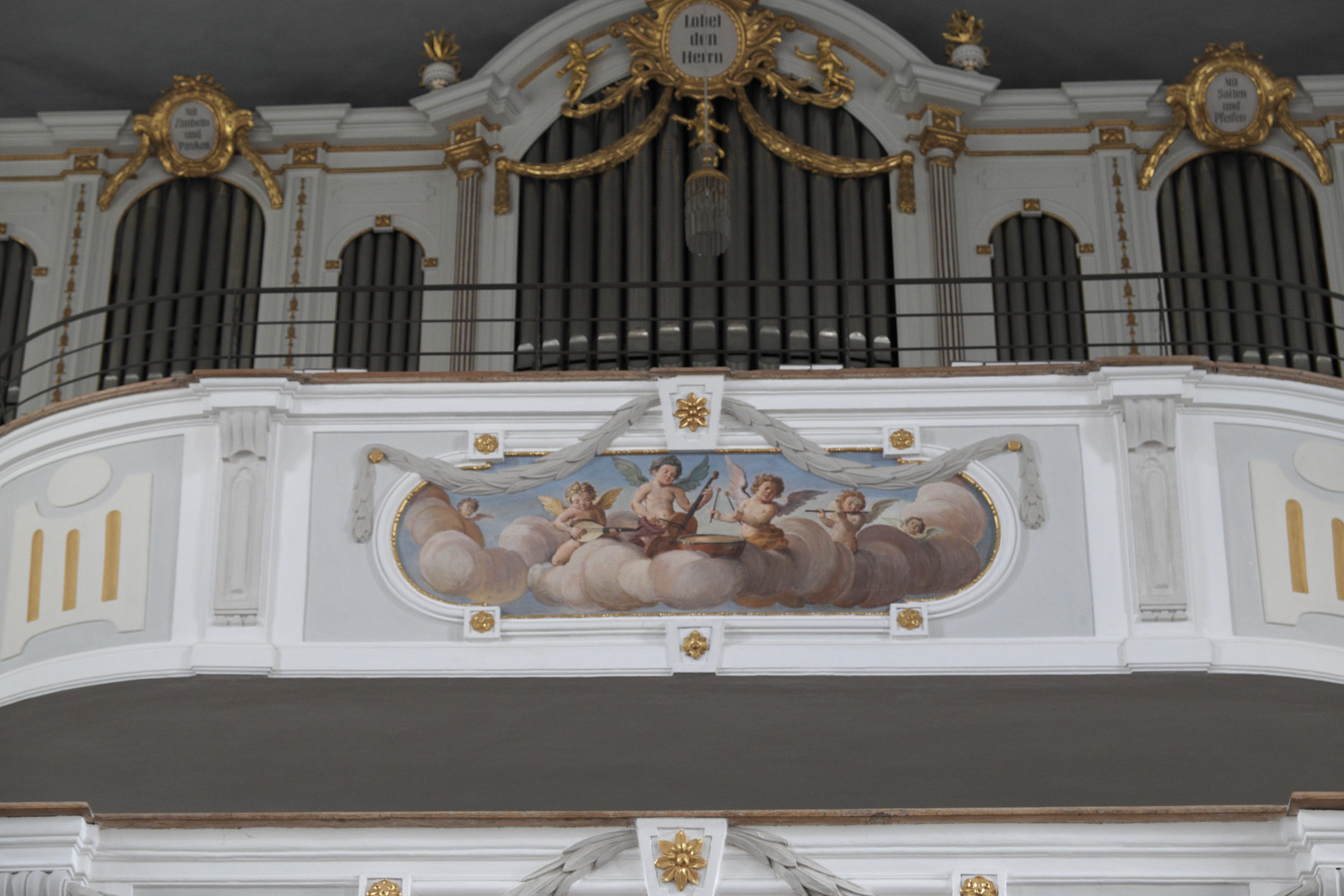
Detail der Orgel

- OrgelemporeDetail der OrgelDie Orgel erbaute im Jahr 1916 Julius Schwarzbauer aus Mindelheim mit 34 Registern auf 2 Manualen und Pedal auf Kegelladen mit pneumatischer Traktur. Eine Besonderheit des Instruments ist das sogenannte Fernwerk, das auf dem Speicherboden über den Chorraum eingelassen ist, und von der Empore aus angespielt werden kann. Trotz zweier Umbauten 1957 und 1989, die auf eine klangliche Umgestaltung im Sinne barocker Klangideale abzielten, ist der ursprüngliche spätromantische Klangcharakter erhalten geblieben[2].